# Danskt teckenspråk
Danskt teckenspråk, (danska: dansk tegnsprog), är ett teckenspråk som används i Danmark, på Grönland och på Färöarna. Grönländska och färöiska användare av språket uppger dock att flera ord skiljer sig från de som används i Danmark.
Den första beskrivningen av danskt teckenspråk nedskrevs av läkaren Peter Atke Castberg på 1800-talet. Efter att ha läst Castbergs skrivelser om sina resor i Europa där han observerat hur döva barn fick lära sig olika teckenspråk, upprättade Kristian VII Dövstumma Institutet i Köpenhamn år 1807, Castberg anställdes som föreståndare. Det var den första skolan för döva i Danmark.
En ordbok från 1871 beskriver 118 ord på danskt teckenspråk, varav 80 stycken fortfarande används idag.
2014 blev danskt teckenspråk erkänt som officiellt språk i Danmark, det blev därmed likställt med danskan. 13 maj är danskt teckenspråks dag i Danmark.